# Charitospiza eucosma
Charitospiza eucosma là một loài chim trong họ Thraupidae.

## Hình ảnh

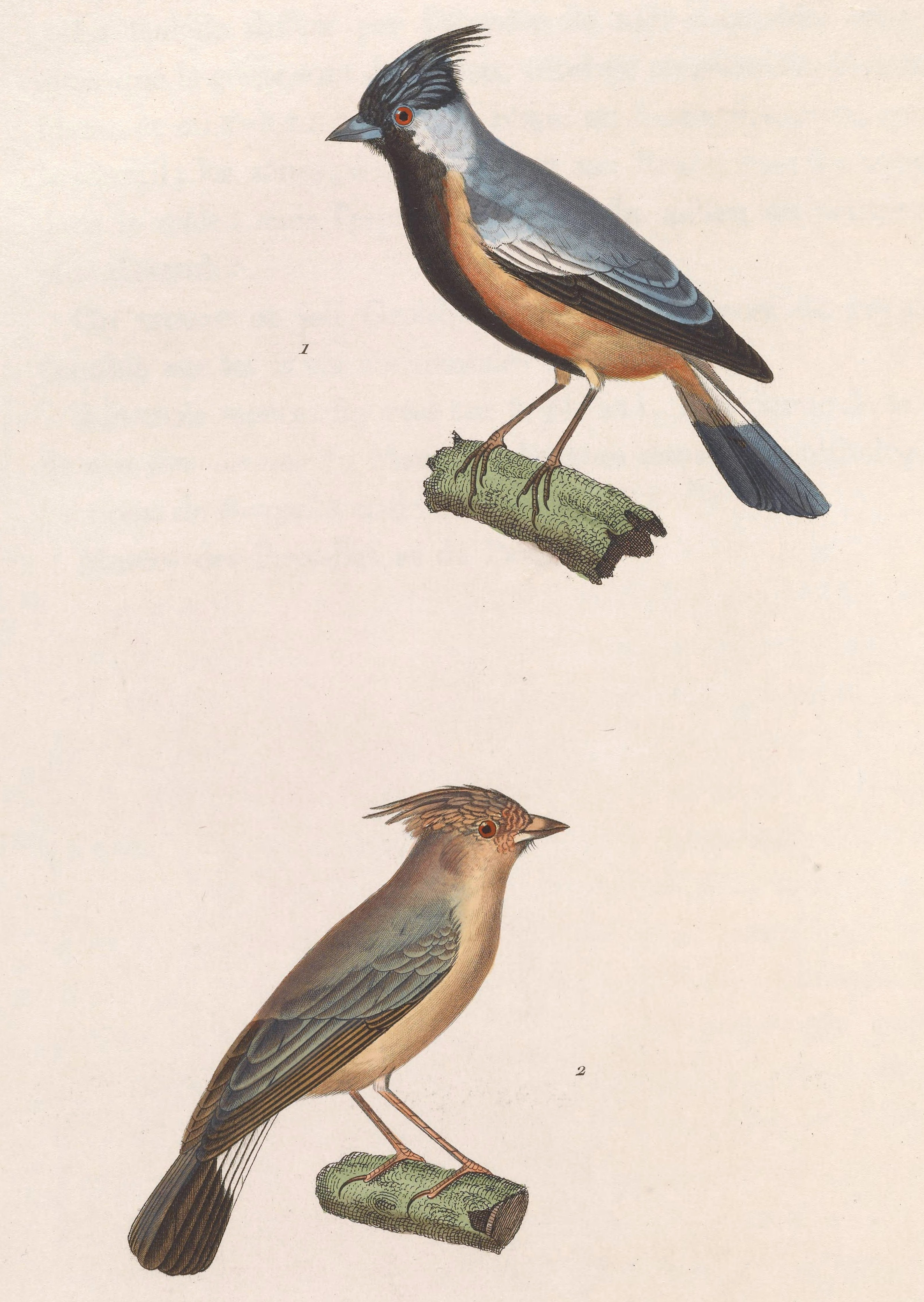
Charitospiza eucosma, 1838